# Power Structure Research
Power Structure Research (deutsche Übersetzung: Machtstruktur-Forschung) ist ein Zweig der Eliteforschung. Ziel des Power Structure Research ist es, die Macht- und Privilegienstrukturen der Machtelite, die formellen und informellen sozialen Netzwerke, in denen sich sehr viel Macht konzentriert und institutionalisiert, sowie den Zusammenhang von Macht und Reichtum auf möglichst aktuellem Niveau beschreibend darzustellen.

## Historische Entwicklung
Das moderne Power Structure Research hat seine Wurzeln in den radikalen sozialen Bewegungen in den USA der 1960er und 1970er Jahre. Sie begann mit Charles Wright Mills’ (1916–1962) 1956 herausgegebener Analyse The Power Elite. Mills liefert in diesem Buch eine Analyse, der zufolge die wenigen reichen Familien nach dem Zweiten Weltkrieg zu einer neuen Elite, der Corporate Rich verschmolz, in die auch Teile der politischen, militärischen, wissenschaftlichen und der Medienelite aufgingen.
Andere Einflussfaktoren für die Entstehung des Power Structure Research waren:
- Thorstein Veblens (1857–1929) Soziologie, u. a. seine Theory of the Leisure Class
- der Investigative Journalismus und die Muckraker
- und Franz Neumanns (1900–1954) staatstheoretische Faschismusanalysen (Behemoth. Struktur und Praxis des Nationalsozialismus 1933–1944)

## Forschungsgegenstand
Die Power Structure Research geht davon aus, dass es Netzwerke von einigen tausend Personen gibt, in denen die wichtigsten staatlichen, parlamentarischen und gesetzgeberischen Aktivitäten vorentschieden werden. Forschungsgegenstand sind daher die Elemente dieser Zusammenhänge, insbesondere
- das soziale Umfeld und die ökonomischen Interessen von einzelnen Mitgliedern der Machtelite
- die innere Machtstruktur großer Konzerne und ihre Einflussnahme
- der Geldfluss aus diesen Kreisen an politische Kandidaten und Parteien
- die Rolle von Lobbyismus, Stiftungen, Denkfabriken und Unternehmensverbänden.

Fokus des Interesses sind – nach Hans Jürgen Krysmanski – in der Reihenfolge
1. die Gruppe der Reichen und Superreichen und deren soziale und kulturelle Netzwerke
2. die Finanzmanager
3. die Abhängigkeiten der politischen Klasse und der Parteien von der Machtelite

Die Website Who rules? – An Internet Guide to Power Structure Research listet sechs Angriffspunkte für das Power Structure Research auf:
- Machteliten
- Korporationen
- Regierungen und politische Netzwerke
- finanzielle Einflussnahme
- Lobbyismus und ähnliche politische Formierungen
- Netzwerke von Organisationen mit konservativer bzw. neokonservativer Ideologie

## Elemente des Power Structure Research
Power Structure Research wird in erster Linie von Wissenschaftlern betrieben. Darüber hinaus auch von Journalisten, Forschern aus den Gewerkschaften und aus den Sozialen Bewegungen. Bislang fand die Forschung durch intensive Nutzung von Bibliotheken und Archiven, Beobachtung der Presse, Durchforstung von Regierungsdokumenten und Interviews mit Insidern statt. Die Recherchen zu dieser Forschung werden heutzutage durch intensive Internet-Recherchen ergänzt.

## Exemplarische Ergebnisse
Nach Hans Jürgen Krysmanski lässt sich die Struktur der Machteliten folgendermaßen fassen:
| Funktionszusammenhang von Machteliten unter dem Aspekt ihrer Rolle im System der Produktionsverhältnisse (Eigentums-, Verwertungs-, Verteilungs-, Arbeitsverhältnisse) | Funktionszusammenhang von Machteliten unter dem Aspekt ihrer Rolle im System der Produktionsverhältnisse (Eigentums-, Verwertungs-, Verteilungs-, Arbeitsverhältnisse) | Funktionszusammenhang von Machteliten unter dem Aspekt ihrer Rolle im System der Produktionsverhältnisse (Eigentums-, Verwertungs-, Verteilungs-, Arbeitsverhältnisse) | Funktionszusammenhang von Machteliten unter dem Aspekt ihrer Rolle im System der Produktionsverhältnisse (Eigentums-, Verwertungs-, Verteilungs-, Arbeitsverhältnisse) | Funktionszusammenhang von Machteliten unter dem Aspekt ihrer Rolle im System der Produktionsverhältnisse (Eigentums-, Verwertungs-, Verteilungs-, Arbeitsverhältnisse) |
| | Eigentumsverhältnisse | Verwertungsverhältnisse | Verteilungsverhältnisse | Arbeitsverhältnisse |
| Eigentumsverhältnisse | Geldelite | Verwertungseliten (z. B. Banken) | Verteilungseliten (politisches Direktorat) | Wissenseliten (z. B. Clubs) |
| Verwertungsverhältnisse | Verwertungseliten (z. B. CEOs) | Verwertungseliten (z. B. Fixers) | Verteilungseliten (Roundtables) | Wissenseliten (Denkfabriken) |
| Verteilungsverhältnisse | Verteilungseliten (Policy-Groups) | Verteilungseliten (Policy-Groups) | Verteilungseliten (Parteien) | Wissenseliten (Foundations) |
| Arbeitsverhältnisse | Wissenseliten (Finanz-Experten) | Wissenseliten (Ökonomie-Experten) | Wissenseliten (z. B. Medien) | Wissenseliten (Sozialwissenschaftler) |
| --- | --- | --- | --- | --- |
| (H.J.Krysmanski: Power Structure Research: Deskriptionsmodelle der herrschenden Klassen heute)                                                                         | | | | |

Den Kern dieses Funktionszusammenhangs bildet die „Geldelite“, um sie herum bildet sich der Ring der „Verwertungsmacht“, darum herum der Ring der „Verteilungsmacht“ und ganz außen befindet sich die „Schicht der Technokraten und Dienstleister“.

## Wichtigste Vertreter des Power Structure Research
- Noam Chomsky
- G. William Domhoff
- Thomas R. Dye
- Floyd Hunter
- Ferdinand Lundberg
- Charles Wright Mills
- Franz Neumann
- Michael Parenti
- Kevin Phillips
- Gore Vidal
- Hans Jürgen Krysmanski